# 空力ブレーキ
空力ブレーキ（くうりきブレーキ）とは、空気力学的な力（空気抵抗）を利用する制動方法。空気抵抗は流れに対する物体の投影面積に比例すると共に、速度の2乗に比例するため、高速で動く物体のスピードを効率よく落とすために使われる。なお、空力ブレーキは分野によって呼び名が変わることがある。

## 宇宙機

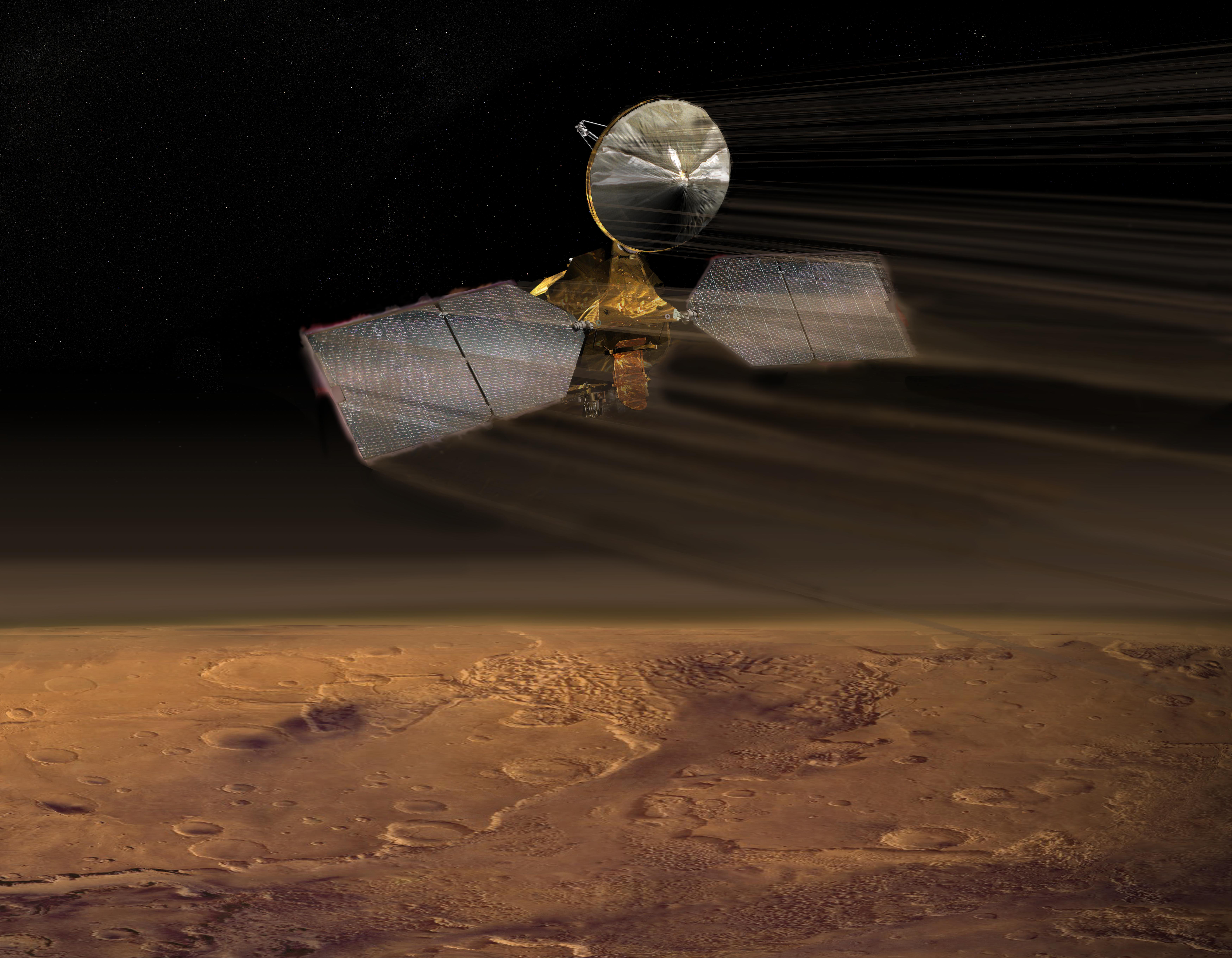
エアロブレーキングの例: 火星探査機マーズ・リコネッサンス・オービターが火星上空で軌道を変更しているところ（想像図）

宇宙開発分野では、大気圏突入における「大気圏」より高層の希薄な大気を利用したブレーキが、エアロブレーキング (aerobraking, aerodynamic braking)・大気制動・空気制動などといった名称で知られる。その名称通り、大気が存在する場合に使用可能となる制動方法である。以下では、この高層大気におけるブレーキングについて述べる。
惑星探査機や再突入カプセルでは惑星の大気を抗力として用いることで、惑星との相対速度の差を減らす。なお、いったん少量の燃料を使って高い軌道へ投入した後、大気抵抗を利用して徐々に軌道を下げる手法をエアロブレーキ (aerobraking) と呼び、惑星到着時に直接大気に突入し、一気に減速して軌道へ投入する方法をエアロキャプチャ (aerocapture) と呼ぶ。また、空力ブレーキは、地球周回軌道で軌道速度を減衰させて大気圏に突入するためにも利用されている。
どの程度の濃厚な大気でそれを行うかにもよるが、空力ブレーキは衝撃加熱によって宇宙機の運動エネルギーを機体のすぐ前方の大気の熱エネルギーに変換するため、効率がよい。一方で、宇宙機の特徴のひとつである流体力学に無関係な設計が制限され、空力加熱から機体をうまく遠ざける必要があり、十分な熱遮蔽も必要となる。エアロキャプチャのように一気に減速する場合は、その大きな加速度にも耐えなければならない。
ブレーキングなしで大気圏に突入するには、エアロシェルが必要である。
世界で初めてエアロブレーキによる軌道制御に成功したのは日本の「ひてん」である。1991年3月19日に世界で初めてエアロブレーキ時の減速量と加熱量の計測を行い、惑星突入時の制動・軌道制御技術としてのエアロブレーキング（制動だけでなく制御も行ったので、正確にはエアロコントロール）技術を初めて確立した。地球の高度125.5kmを11.0km/sで通過した後、最終的に1.712m/s減速したことが確認された。
1993年5月25日には、金星探査機マゼランがエアロブレーキ実験を行い、4日間でペリジ点高度を172kmから140kmまで下げることに成功した。
1997年にはマーズ・グローバル・サーベイヤーが火星軌道投入後の観測軌道への移行時に、太陽電池パネルを翼のように広げたまま火星大気上層部の希薄な大気を通過し、遠地点高度を何度も下げた。この手法では宇宙機にかかる熱や圧力が少ないため、アポロの指令船のような形状ではなく、写真にあるマーズ・リコネッサンス・オービターのような複雑な形状でも問題が起きない。この火星軌道投入後の観測軌道移動用の高度引き下げにはその後も使われており、2001マーズ・オデッセイとマーズ・リコネッサンス・オービターでも使われた。
欧州宇宙機関の金星探査機ビーナス・エクスプレスも観測運用を終了した後、2014年6月から7月に、高度を下げて大気の影響による減速を調べる実験を行なった。
より意欲的な試みとしては、日本の宇宙科学研究所他の共同で、柔軟構造エアロシェルと呼ぶ、より高層（地球大気の場合で高度70km以上）からブレーキとして機能する構造を持った、柔軟構造大気突入システムというものが開発されており、ISSから放出した衛星の減速（及び低軌道でのイリジウムを利用した衛星との通信）を確認する「EGG」試験などを行っている（同機は試験機のため焼失させたが、最終的には軟着陸、あるいは地球以外の惑星への航空機の投入といった応用が考えられている）。
空力ブレーキはハードSFにも登場する。アーサー・C・クラークの小説『2010年宇宙の旅』では、ロシアと中国の宇宙船が木星の衛星に到達するため、木星大気を使って減速するシーンが描かれている。

## 航空機
航空機では、エアブレーキ (air brake) あるいはスピードブレーキ (speed brake) という装置（動翼+アクチュエータ）の名称として知られ、減速・降下時や着陸後の減速に使われる。低速では効果が期待できないため、タキシング中は他の乗り物と同じく摩擦ブレーキが使われ、操作方法も異なる。
旅客機やグライダーは主翼上面にスポイラー（spoilers, 空気の流れをスポイルする〈乱す〉もの）を装備するが、これは抗力を増すブレーキとしての作用より、揚力を減らす作用が主眼である。着陸進入時に降下角を調整するなど、飛行中と着陸後の両方で使用されるスポイラーはフライトスポイラー (flight spoilers) と呼ぶ。左右どちらかの翼上のスポイラーのみを使い、ロール軸の制御のエルロンを補助・代替することもある。また、着陸後でないと使用できないスポイラーがあり、これをグラウンドスポイラー（ground spoilers, グランドスポイラーとも）と呼ぶ。
戦闘機などの軍用機が装備しているのは抗力を増すことが目的のブレーキであり、エアブレーキかスピードブレーキと呼ばれることが多い。戦闘機は速度を低下させる場合にエンジン出力を絞ってスピードを抑制してしまうと、再度機体を加速する時にエンジン出力を上げる操作を行っても素早いエンジン回転上昇が伴わず戦闘に不利となるため、戦闘時などはエンジン出力を下げないままこのブレーキが使用される。また、第二次世界大戦頃によく見られた急降下爆撃機の場合などは、急降下時に飛行禁止速度（機体の強度限界）の超過を防止するために使用される。この類のものは、ダイブブレーキと呼ばれることがある。軍用機のエアブレーキは、運動性能への影響などの要素を考慮して設置されるため、機種によって装備位置は異なる。スポイラーのような翼上面のもの以外にも、バッカニアやF-86のように、後部胴体側面に装備するものがいくつかある。F-15では胴体上面中央にあり、エアブレーキの発生させる乱れた気流が後部に位置する2枚の垂直尾翼にあたらないよう、設計されている。カナードがグラウンドスポイラー的な役割をする、JAS39の例もある。また、F-22やSu-35のような2枚の垂直尾翼を持ちさらに第4.5世代以降に分類される戦闘機では、専用のエアブレーキを持たず左右の方向舵を逆方向に作動させることでエアブレーキとして使用する例も多い。
航空機には上記のような飛行中に使用するこうしたエアブレーキとは別に、機体後部にドラッグシュート (drag chute) と呼ばれる一種のパラシュートを格納しておき、着地後にこれを展開して減速に利用するものがあるが、これも空力ブレーキの一種である。F-2など一部の戦闘機やスペースシャトルなどが使用しているが、大半のものはドラッグシュートなしでの着陸も可能で、使用しなかったとしても制動距離が若干伸びる程度である。オービタは確実に停止させるためにも常に使用するが、戦闘機では使用しないことも普通である。また、オービタも当初はドラッグシュートが搭載されていなかったため、エアブレーキとホイール（車輪）のブレーキによる着陸を行っていた。ドラッグシュートを装備しているのは制動距離を短くする目的以外に、雨天や凍結時など路面の摩擦係数が小さい場合に風見効果によって着陸滑走の直進を保つという面もある。

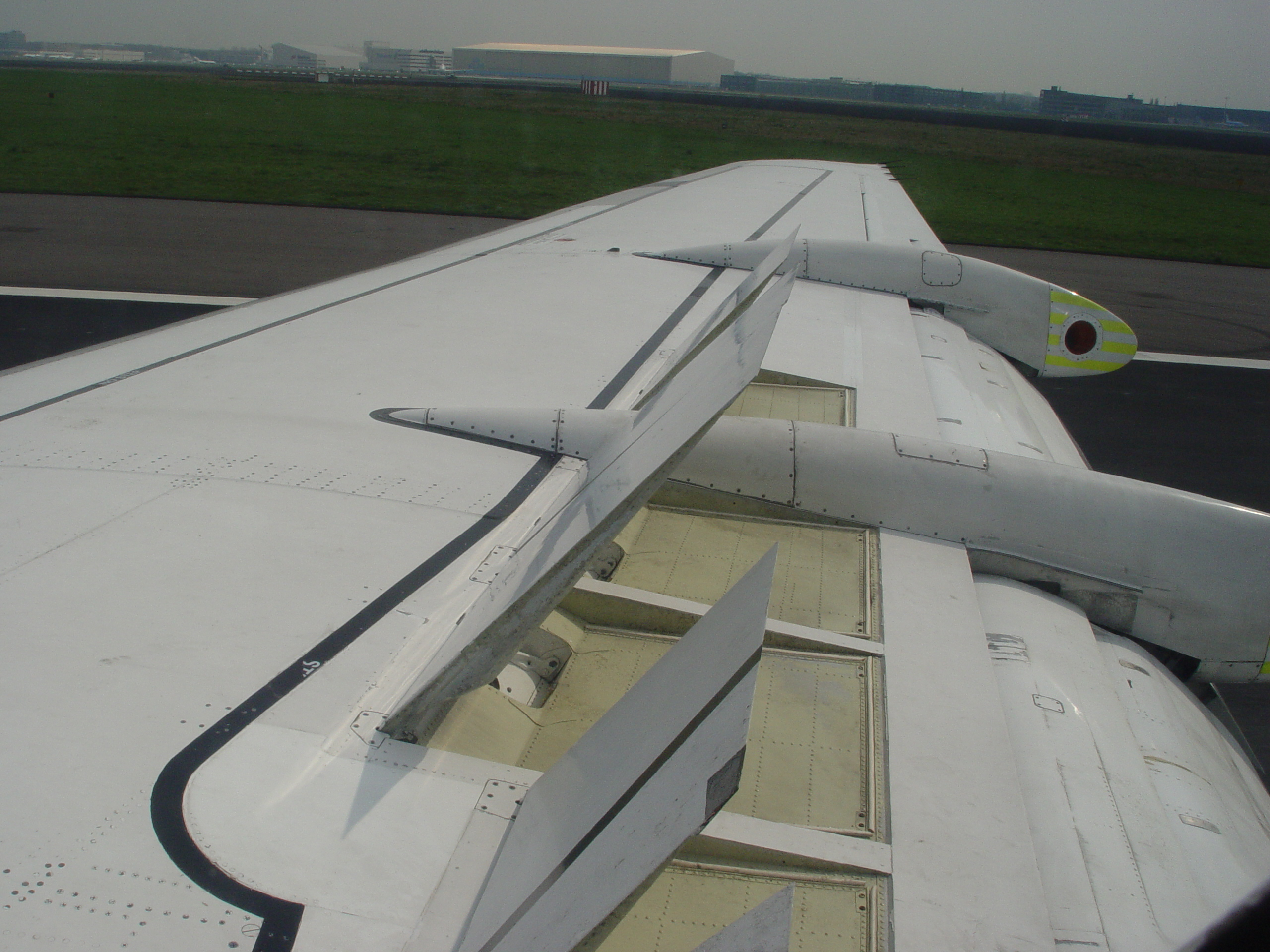
スポイラー
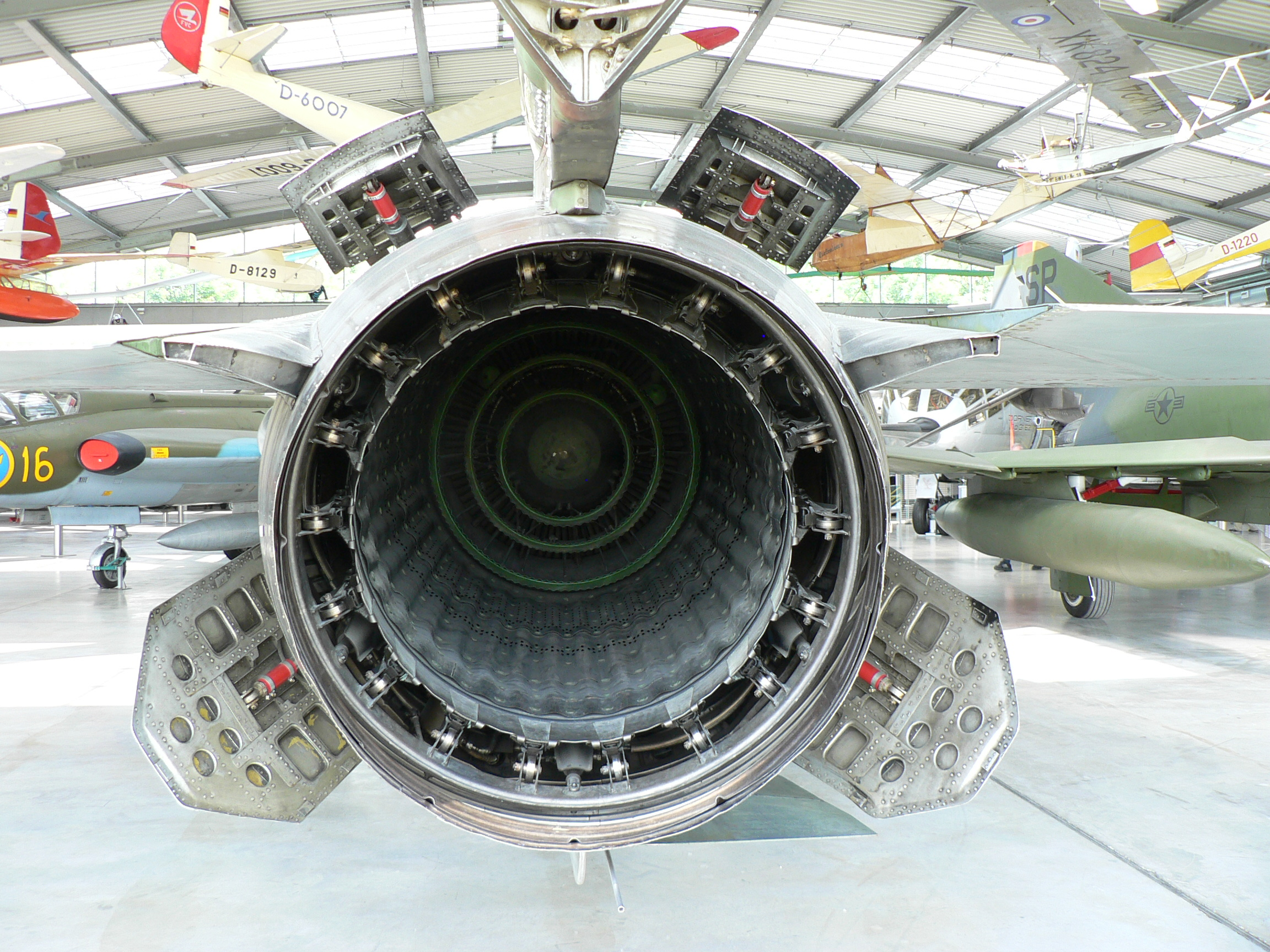
MiG-23のエアブレーキ
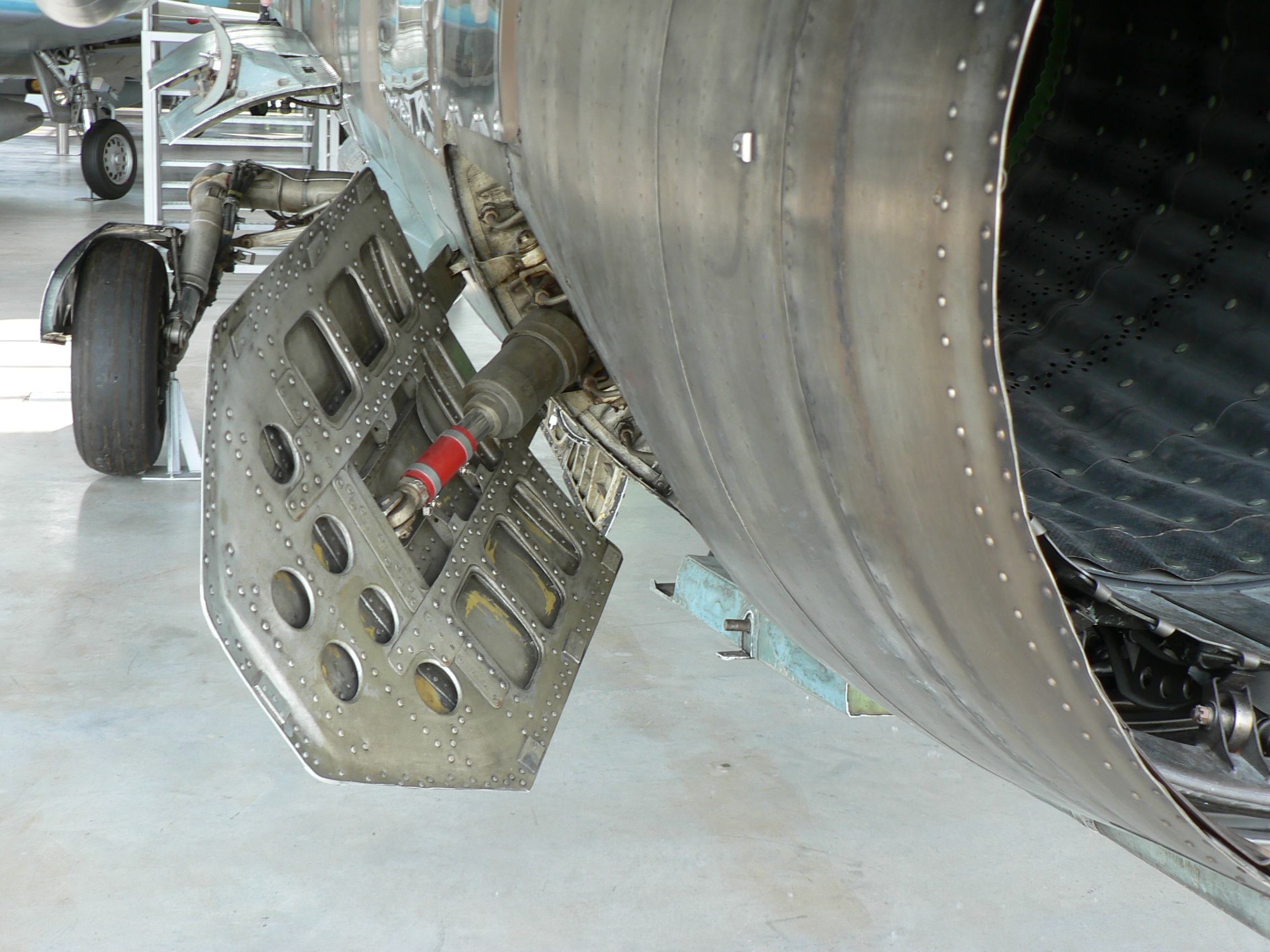
MiG-23のエアブレーキ（拡大）
着地後にドラッグシュートを展開するスペースシャトル・ディスカバリー。垂直尾翼後縁の空力ブレーキも展開している。
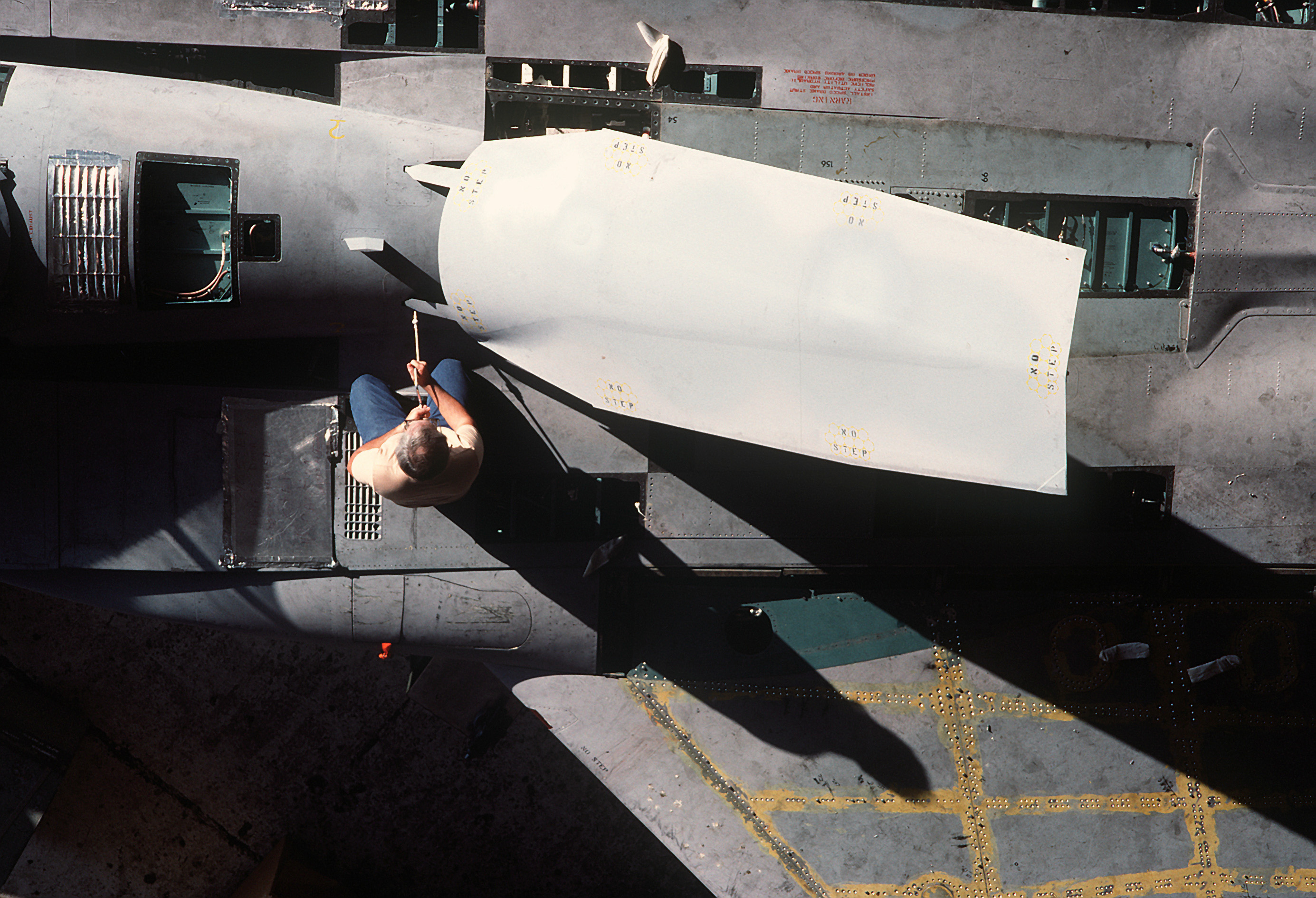
背面にあるエアブレーキを展開した、整備中のF-15
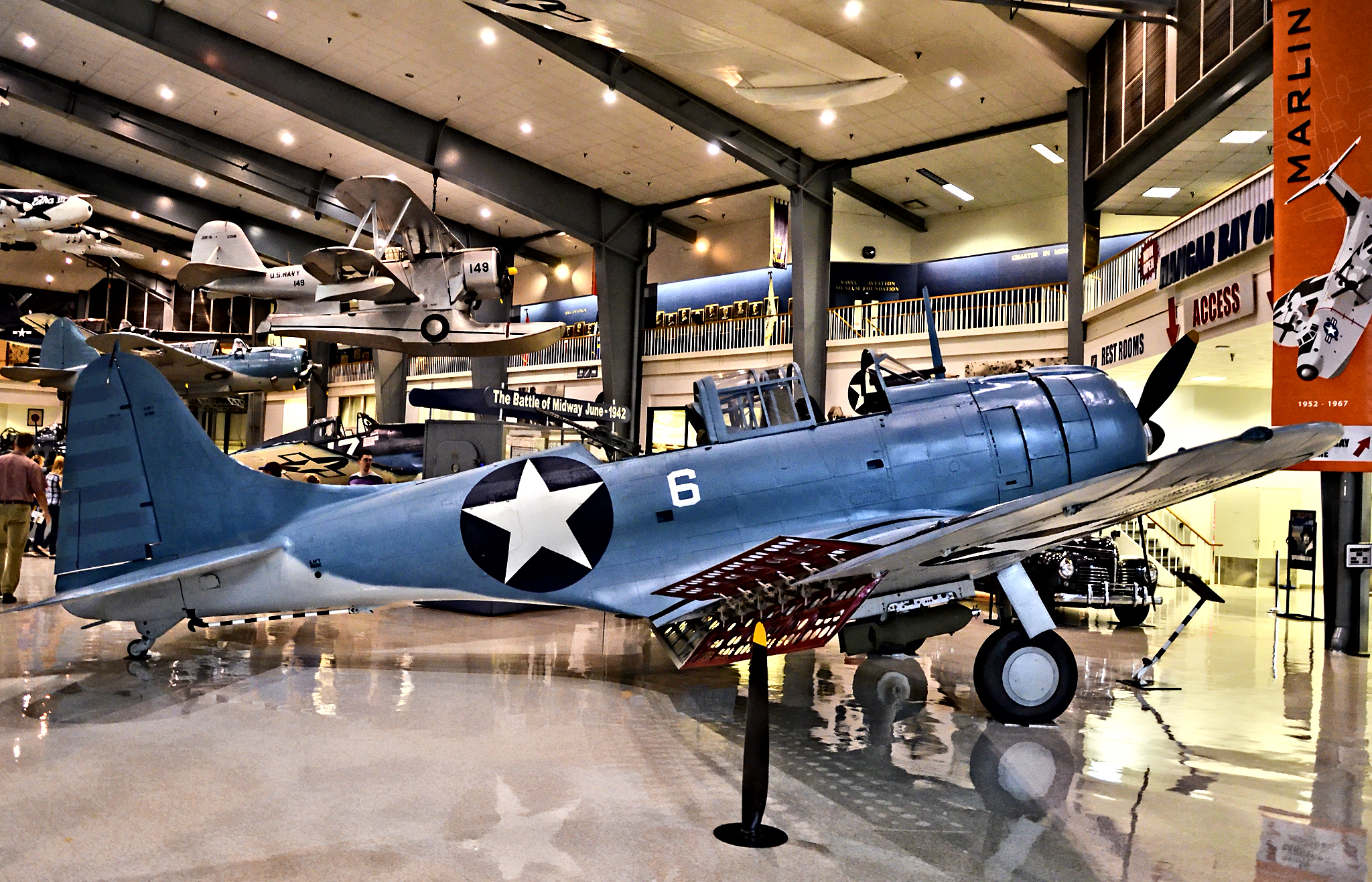
SBDのダイブブレーキ兼用フラップ。

## 鉄道

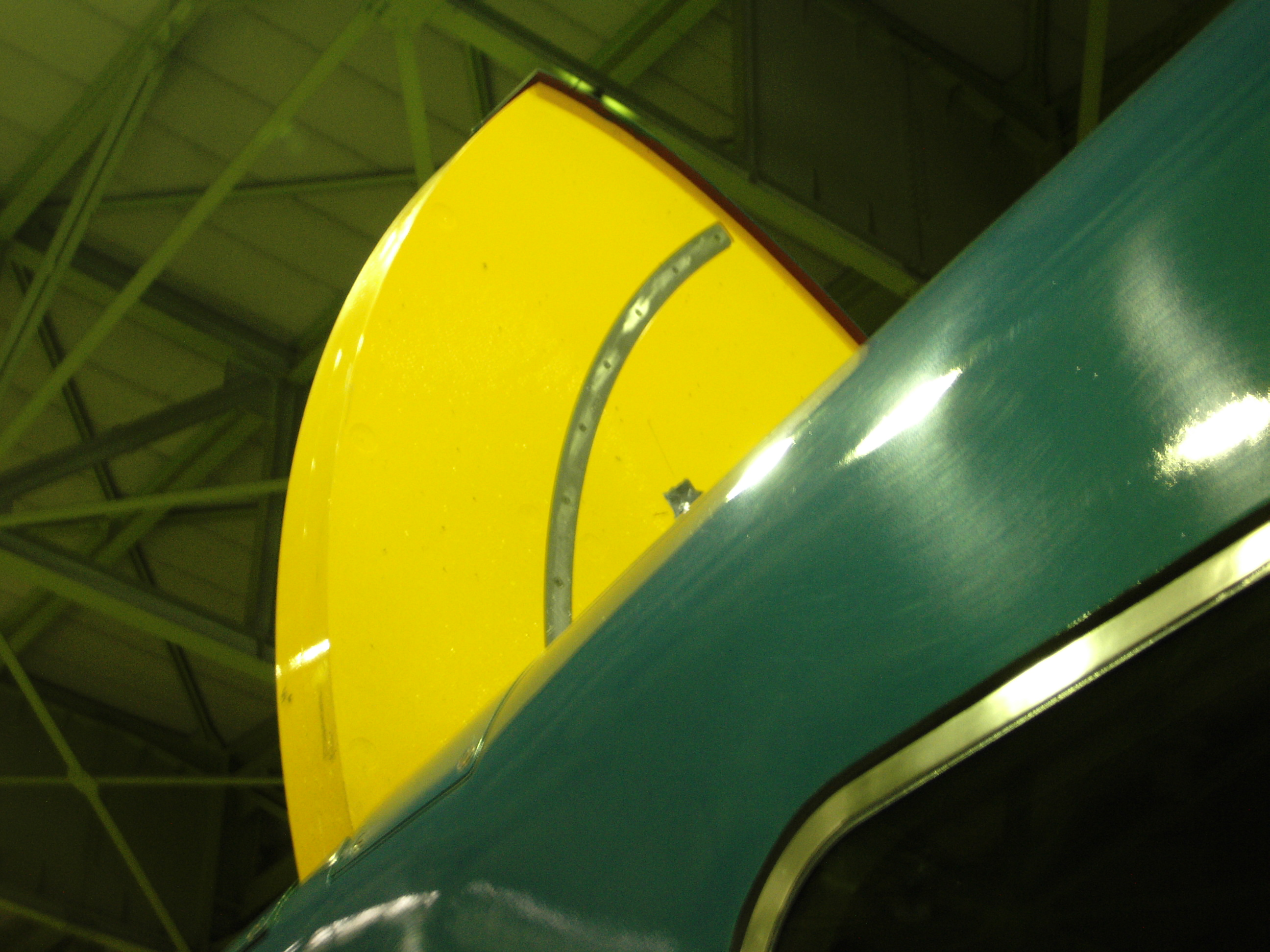
新幹線E954形電車の空気抵抗増加装置

鉄道車両では、200km/h以下では効果が少ないことや車両限界の関係もあり、営業車両での採用はなく、高速鉄道の高速試験車両で見られるのみである。屋根上に抵抗板を出すかたちである。
新幹線でも古くから検討されたことはあったが、実際の採用例としてはJR東日本の高速試験車両E954形・E955形（FASTECH 360シリーズ）に通称「ネコミミ」と呼ばれる扇形の抵抗板が装備された。同装備の使用時は騒音を発生させることが懸念され、緊急時のみの使用が想定されていた。最終的な試験結果では、空力ブレーキがなくとも制動距離を在来車並にできるという結論が出されたため、開発される量産車（現在のE5系・E6系電車）は空力ブレーキが省略されることとなった。新幹線ではその後、2018年に落成したE956形「ALFA-X」にも四角形の抵抗板が搭載されている。
超電導リニアでは高速走行中の停電時などの非接触のブレーキとして研究されており、MLU001・002Nにて装備する改造がなされ、試験された。MLX01試験車両では設計として装備されている。

## 自動車
自動車のレースでも、メルセデス・ベンツ・300SLRのエアブレーキといった例がある。しかし現状、空力パーツを多用しているF1をはじめとするフォーミュラーカーをはじめ、ほとんどの競技車輛はそのルール中に「空力パーツは車体に固定しなければならない。と同時に、可変であってはならない」という原則があり、整流用のウィングと違い可動とする必要があるブレーキへの空力の活用は、ほとんど見られない。
劇用車では、テレビドラマ『西部警察』に登場した「マシンRS-2」（ベースはR30形スカイライン）はトランクが逆向きに開閉するように改造されており、エアブレーキであるという設定がある。このギミックは劇中内では未使用となったが、当時発売されていたプラモデルやミニカーでは逆向きトランクが再現されている。
一般に軽量かつ超高速で走るレーシングカーは、少しでも車体が浮き上がると大きな揚力が発生し、車体が舞い上がってしまう。これは、NASCARのようなオーバルコースを超高速で走るようなレースでは、クラッシュ後の大きな危険の要因となる。そこでNASCARでは、ルーフに可動式のルーフフラップという大型空力パーツの設置が義務付けられており、これにより揚力を抑えて舞い上がるのを防ぐ（この働きは、抗力を増すブレーキというより、揚力を減らす航空機のスポイラーに近い）。「ビッグワン」と呼ばれる多重クラッシュなどのアクシデントの動画などを見ると、このフラップが開いているのがよくわかる。
ドラッグレースなどでは、ゴールライン通過後にドラッグシュートによる空力ブレーキを、制動距離の短縮を図ることと通常のブレーキの補助として使用している。